# Calcarovula piragua
Calcarovula piragua là một loài ốc biển, là động vật thân mềm chân bụng sống ở biển trong họ Ovulidae.